# Abuelo de Heidi
El abuelo, o "Viejo de los Alpes", un personaje de ficción de la novela infantil Heidi, publicada por la escritora suiza Johanna Spyri en 1880.

## El personaje en la novela
El libro refiere una breve biografía del personaje con personalidad amargado, huraño, solitario, silencioso y seco en sus años previos al comienzo de la trama. En boca de Dete, la tía de Heidi, se narra que en su juventud era el heredero de un importante hacendado dueño de una de las principales granjas en la zona de Domleschg, en el Cantón de los Grisones de los Alpes suizos. Sin embargo, por su mala cabeza, sus padres murieron de pena, y después dilapidó la fortuna heredada en juego y bebida. Desapareció entonces de la región y no regresó hasta años más tarde con un hijo adolescente de nombre Tobías. Se dedicó entonces a la carpintería como forma de ganarse honradamente la vida en la aldea de Dörfli. Sin embargo, la desgracia no tardaría en abatirse de nuevo sobre la vida del Viejo de los Alpes. Un Tobías ya adulto y que continuó la profesión de su padre y se casó con la joven Adelaida y ella dio a luz una  niña a la que él decidió llamar al igual que su madre, Adelaida Hessen (o Heidi). Sin embargo, Tobías falleció en un accidente laboral cuando una viga cayó sobre su cabeza y su esposa falleció poco después de pena dejando huérfana a su pequeña hija. La niña quedó a cargo de su tía materna Dete y el Viejo Hessen se recluyó en una casa apartada en lo alto de la montaña, sumiéndose en una profunda depresión. Cinco años más tarde, Dete vuelve para entregar de nuevo a Heidi con 5 años de edad, al cuidado de su abuelo, dando comienzo en ese punto la trama de la novela.
La vida del Viejo cambia a mejor con la llegada de la niña, que le devuelve la alegría de vivir. Tras un paréntesis en que Heidi marcha a vivir a la ciudad de Frankfurt, abuelo y nieta vivirán por siempre juntos y felices. Y cuando Heidi regresa se mudan a pasar el invierno a una mansión  en la que habitaba antes de que Tobías falleciera.

## El personaje en la serie de dibujos animados
En 1974 se estrenó la versión de dibujos animados Heidi, anime japonés de la productora Nippon Animation. La serie se convirtió en un auténtico fenómeno televisivo, tanto en su Japón original como en Europa y Latinoamérica. 
En la misma, el abuelo aparece como un anciano severo, pero de buen corazón, con enorme barba blanca y pobladas cejas. En este anime el actor de doblaje japonés Kôhei Miyauchi prestó su voz al personaje, siendo doblada al alemán por Erik Jelde, al español para España por Joaquín Vidriales y al español para Latinoamérica por Francisco Colmenero Villanueva.

## El nombre del abuelo
Si bien tanto en la novela como en la versión animé del mismo se alude a él bajo el mote de tío de las montañas, abuelo o el viejo de los Alpes, su verdadero nombre es Tobias Hessen. El motivo por el cual en la aldea de Dorfli lo apodan "tío de las montañas" o en el animé "abuelo" se debe a que los habitantes de Dorfli constituían una comuna donde se habría dado una sutil endogamia y de alguna manera todos los habitantes tenían entre sí algún parentesco. Además la abuela de Hessen y la bisabuela de Dete eran hermanas.

## El personaje en el cine
La novela ha sido llevada a la gran pantalla en varias ocasiones. Algunos célebres actores que han dado vida al personaje son:
- Heidi (2015) ... Bruno Ganz
- Heidi 4 Paws (2008) ... Richard Kind
- Heidi (2005) ... Christopher Plummer
- Heidi (2005) ... Max von Sydow
- Feuer, Eis & Dosenbier (2002) ... Herbert Fux
- Heidi (2001) ... Paolo Villaggio
- Heidi  (1994) ... Josef Hellmann
- Heidi  (1993) (TV) ... Jason Robards
- Más allá de la aventura (1990) ... Jan Rubes
- Heidi's Song (1982) ... Lorne Greene
- Heidi   (1978) (TV) ...  René Deltgen
- Heidi  (1974) (TV) …  Hans Meyer
- Heidi (1968) (TV) ... Michael Redgrave
- Trenzas doradas (1965) ... Gustav Knuth
- A Gift for Heidi (1958) ... Douglas Fowley
- Heidi und Peter (1955) ... Heinrich Gretler
- Heidi (1953) (TV) ... Roger Maxwell
- Heidi  (1952) ... Heinrich Gretler
- Heidi  (1937) ... Jean Hersholt